# La Chanson
La Chanson war eine Hörfunksendung, die zwischen 1969 und 1999 wöchentlich, zunächst auf Ö3 und später auf Ö1, ausgestrahlt wurde. Die Sendung bestand, wie der Name bereits andeutet, ausschließlich aus französischsprachiger Musik und wurde von Heinz-Christian Sauer gestaltet. Moderiert wurde sie vom Schauspieler Peter Schratt bis 1979 und dann bis 1999 vom Gestalter selbst. Die Sendezeit reichte von einer halben bis zu eine dreiviertel Stunde. La Chanson hatte das Ziel, das Chanson, bei dem der Text als Wesentliches zuerst entsteht und die Musik die Aufgabe hat, den Text zu unterstreichen, in Österreich einem breiteren Publikum bekannt zu machen.
Die gesamte Geschichte Frankreichs und seine politischen Ereignisse, beginnend im Mittelalter, fanden und finden bis heute in den Chansons ihren Niederschlag. Es gibt kein Thema, das von den Texten nicht aufgegriffen wurde und wird; damit präsentiert das Chansons eine Form von jeweiliger Zeitgeschichte.
Jede Sendung von "La Chanson" stand entweder im Zeichen eines bestimmten Interpreten oder eines bestimmten Themas, etwa Tränen. Manchmal wurden auch bestimmte Jahre im Chanson betrachtet: dann trugen die Sendungen Titel wie Das Chanson von 40 Jahren. Der Moderator stellte die – immer zur Gänze ausgespielten – Titel vor, erzählte über ihre Interpreten oder ihren gesellschaftlichen Anlass und lieferte die Übersetzung.
Der Sendeplatz wechselte mehrere Male: Mitte der 1990er-Jahre im späten Samstagabend-Programm auf Ö1 (1995–1997), war La Chanson dann freitags im Rahmenprogramm der Spielräume auf Ö1 zu hören; in den letzten Jahren immer am Dienstag Abend zwischen 21 und 22 Uhr, wobei die Sendung einige Jahre lang am nächsten Vormittag wiederholt wurde. 
Die letzte Ausstrahlung erfolgte nach weit mehr als 1500 Sendungen am 15. Juni 1999. Erklärte Nachfolgesendungen existieren in den Hörfunkprogrammen des ORF nicht, es gibt aber immer wieder Chanson-Themen in den Spielräumen oder in der sonntäglichen Reihe Spielräume Spezial.
Im ORF-Archiv gibt es eine größere Anzahl von Sendungen, die im Laufe der Jahre digitalisiert wurden und dort als CDs gekauft werden können.